# Toyota Isis
La Toyota Isis est une voiture produite par la marque automobile japonaise Toyota lancée en septembre 2004.
Réservée au marché japonais, l'Isis est un monospace à 7 places, venant épauler l'offre de Toyota dans cette catégorie sur le marché japonais, à côté du Wish. L'Isis dispose de portes latérales arrière coulissantes, ce qui n'est pas le cas du Wish.
La gamme Isis a bénéficié d'un léger restylage à l'automne 2007.

## Carrière
Carrière sans histoire pour ce monospace qui, malgré ses portes coulissantes, a toutefois vécu un peu à l'ombre du Wish. L'Isis trouvait 66 000 clients en 2005, sa première année pleine, et se classait alors à la 23e place du marché japonais, alors que le Wish, plus ancien (lancé en janvier 2003), décrochait encore la 10e place.
Les ventes de l'Isis ont ensuite baissé chaque année pour descendre à 22 300 en 2009, ce qui lui valait la 47e place du marché japonais. La diffusion est toutefois remontée à 29 300 en 2010.